# Cater
Cater – wieś w Armenii, w prowincji Lorri. W 2011 roku liczyła 377 mieszkańców.